# Аль-Музаффар Юсуф I
аль-Малик аль-Музаффар Шамс ад-Дин Юсуф ибн Умар (1222, Мекка — 1295, Таиз) — султан средневекового южно-аравийского государства Расулидов в 1250—1295 годах. 

## Происхождение и приход к власти
Шамс ад-Дин Юсуф происходил из одного из тюрко-огузских кланов, находившихся на службе у айюбидских султанов Йемена. Он родился в 1222 году. Его отец Нур ад-Дин Умар ибн Али ибн Расул занимал высокое положения при последнем султане йеменской ветви Айюбидов аль-Малике аль-Масуде Юсуфе (ум. 1229), исполняя обязанности его заместителя (наиба). Оставленный наместником султана аль-Масуда Юсуфа, который собрал всё ценное и покинул Йемен, отправившись в Сирию, Нур ад-Дин Умар в 632 году Хиджры (1234/1235 год) провозгласил себя новым султаном под именем аль-Малика аль-Мансура, получив официальное признание аббасидского халифа в качестве независимого суверена Йемена.